# Ludwigsburger Kreiszeitung
Die Ludwigsburger Kreiszeitung (auch LKZ) ist eine regionale Tageszeitung, die im Verlag Ungeheuer+Ulmer in Ludwigsburg erscheint. Verbreitungsgebiet ist der gesamte Landkreis Ludwigsburg. Die verkaufte Auflage beträgt 36.130 Exemplare, ein Minus von 22,4 Prozent seit 1998.

## Geschichte
Die Ludwigsburger Kreiszeitung geht auf das am 1. Juli 1818 erstmals herausgegebene „Ludwigsburger Wochenblatt“ zurück. Der Neckar- und Enzbote wurde im Jahr 1836 unter dem Namen „Wochenblatt aus Besigheim“ gegründet, die erste Ausgabe erschien am 21. März 1836.
Christoph Friedrich Nast (1769–1845), Ludwigsburger Buchbinder, Verleger und Antiquar, gibt am 1. Juli 1818 mit „königlich württembergisch allerhöchster Genehmigung“ das „Ludwigsburger Wochenblatt“ heraus, den Vorläufer der heutigen Ludwigsburger Kreiszeitung. Bereits 1804 gründete Nast in der Asperger Straße 3 (heute Modehaus Oberpaur) eine Buchhandlung, aus der später die Buchhandlung Aigner hervorging. Bereits ein Jahr später wurde die Zeitung in das „Intelligenzblatt für den Neckar-Kreis und Ludwigsburger Wochenblatt“ umbenannt. Zum Amtsblatt des Oberamtes Ludwigsburg wurde die Zeitung 1820 bestellt. 1826 erschien die Zeitung zweimal pro Woche und es werden neben Anzeigen auch Anekdoten und Witze veröffentlicht. Bereits zehn Jahre später wurde die Zeitung dreimal wöchentlich veröffentlicht und die Auflage betrug 500 Exemplare. Bereits zum dritten Mal in der Firmengeschichte, wurde die Zeitung 1843 in „Ludwigsburger Wochenblatt“ umbenannt. Das Gesuch, auch politische Artikel zu veröffentlichen, wurde von der Pressezensurbehörde, einem königlichen Ministerium, abgelehnt.
1846 wurde der Namen in „Ludwigsburger Tagblatt“ geändert und seitdem erschien sie täglich.
Zum ersten Mal, genehmigt durch den König, politische Nachrichten veröffentlicht. Zunächst wurden diese täglich veröffentlicht, dann wegen hoher Kautionszahlungen für politische Nachrichten nur dreimal wöchentlich. Restblatt wird zur Publikation „Der Hausfreund“ (bis 1863). Verkauf der Verlagsrechte von Nast an Ferdinand Riehm. Die Verlagsrechte von Riehm wurden 1862 an Heinrich Theurer übertragen. Dieser zog in die Körnerstraße 16 um. 1872 erwarb man Verlagsrechte, Druckerei und Verlag des Ludwigsburger Tagblatts durch Heinrich Ungeheuer, gemeinsam mit Louis Greiner. Nach dessen Tod gründete Heinrich Ungeheuer gemeinsam mit seinem Schwiegersohn Moritz Ulmer das Druckerei- und Verlagshaus Ungeheuer & Ulmer. Bereits zum fünften Mal wird die Zeitung in „Ludwigsburger Zeitung“ umbenannt. 1896 wurde der außergewöhnliche Titel „Königliche Hofbuchdruckerei“ verliehen. Neun Jahre nach der Verleihung schaffte man sich die erste Rotations-Druckmaschine an. Im Jahre 1919 ist die Einwohnerzahl Ludwigsburgs seit 1900 von 15.000 auf 25.000 gestiegen, die Druckauflage wurde auf 10.000. Exemplare erhöht. Der gegründete Neckar- und Enzboten wurde 1933 erworben.
Wegen „politischer Unzuverlässigkeit“ wurden 1939 die restlichen 51 % durch Nationalsozialisten enteignet (seit 1933 Schriftleitergesetz). Nach dem Ende des Zweiten Weltkrieges erschien die Zeitung unregelmäßig als Amtsblatt in verschiedenen Rechtskonstruktionen bis 1949. In diesem Jahr erschien die Zeitung wieder und wurde in „Ludwigsburger Kreiszeitung“ umbenannt. 1951 wurde die zweite, 1964 die dritte Rotations-Druckmaschine angeschafft. 1978 wurde der „Lichtsatz“ eingeführt, was das Ende des Bleisatzes bedeutete. Seit 1984 gibt es die kostenlose Fernsehbeilage IWZ. Die vierte Rotations-Druckmaschine wurde 1995 angeschafft. Zum ersten Mal in der Firmengeschichte erschien die Zeitung in einem Farbdruck und wurde auf neues Layout umgestellt. Die Regionalausgaben mit unterschiedlichen Regionalseiten wurden 1999 eingeführt. Derzeitige Regionalausgaben, neben dem Neckar- und Enzboten und der Hauptausgabe für die Stadt Ludwigsburg, sind: Strohgäu, Neckartal sowie Marbach und Bottwartal. 2003 wurden die Seiten umgestellt. 1. Buch Politik, Hintergrund, Stuttgart und Südwest; 2. Buch Stadt und Kreis Ludwigsburg; 3. Buch Magazin und Service; 4. Buch Sport und Wirtschaft. Das neue Layout wurde 2006 angepasst. Der Internetauftritt unter www.lkz.de wurde 2007 überarbeitet. Seit 2012 gibt es die Zeitung auch als Digitales E-Paper. Im Jahre 2012 wurde das Layout wiederum angepasst als „Facelifting“ in modernem Design. 2016 wurde eine erweiterte Samstagsausgabe eingeführt.

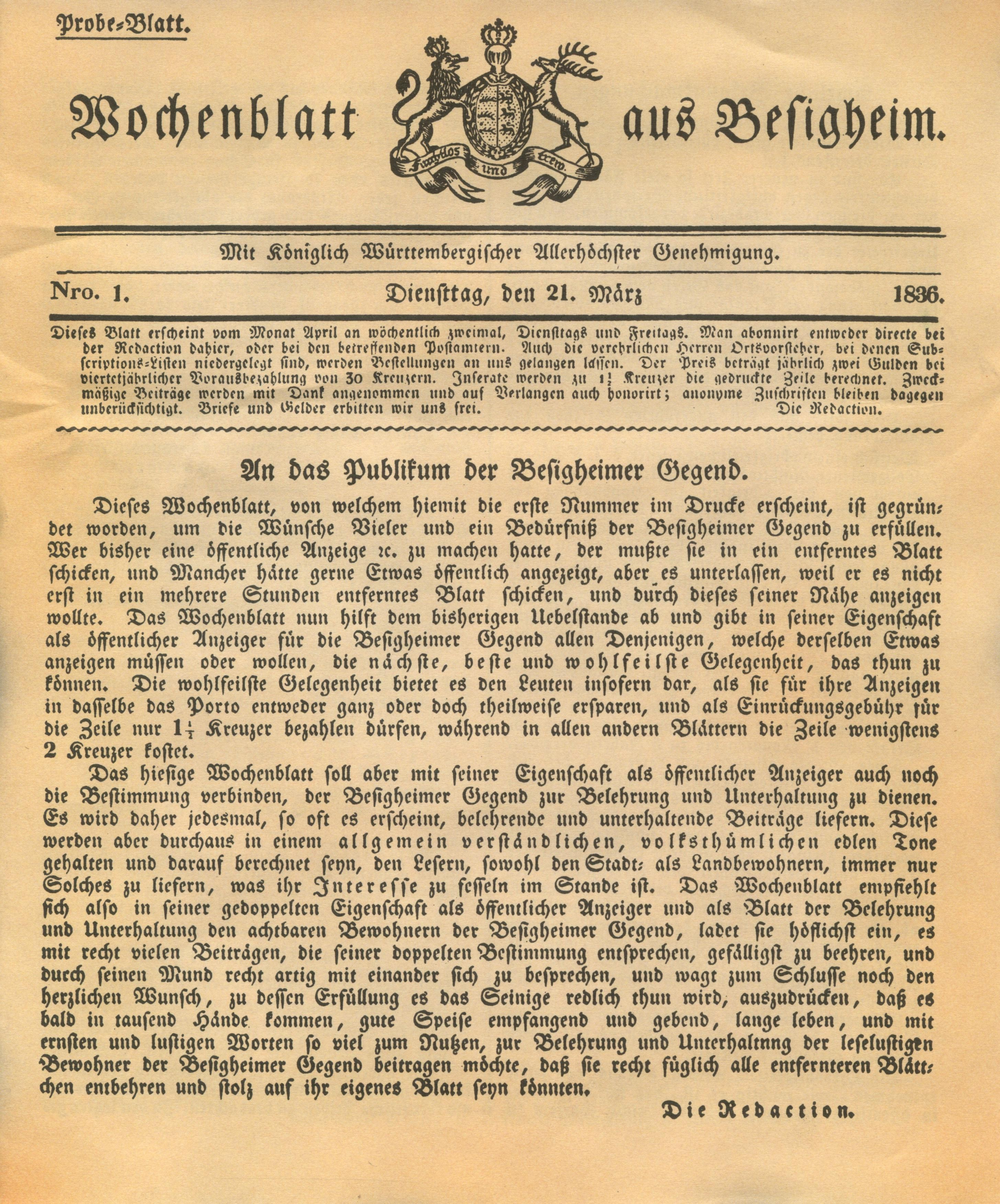
Erste Ausgabe des „Wochenblatts aus Besigheim“ (1836)
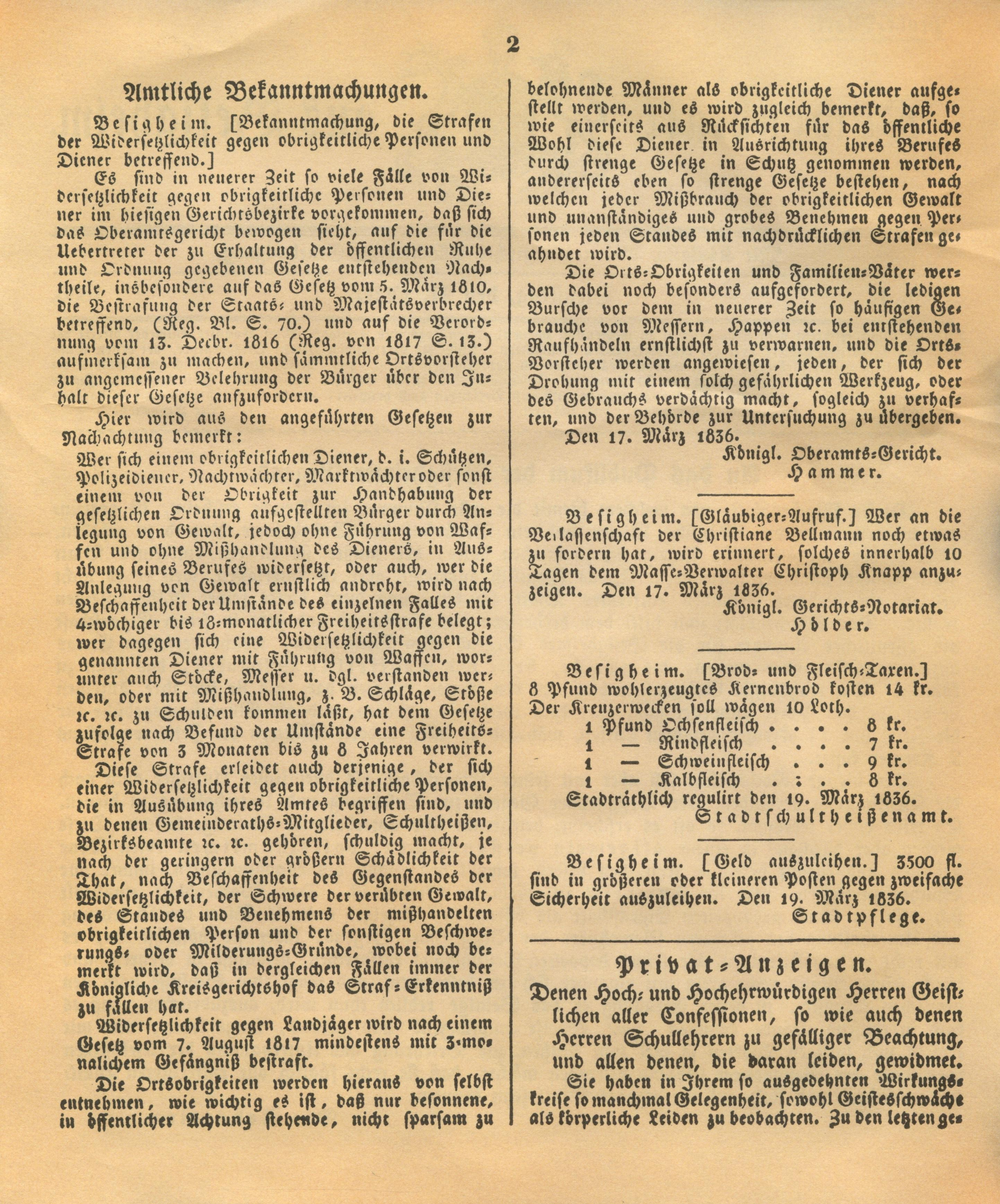
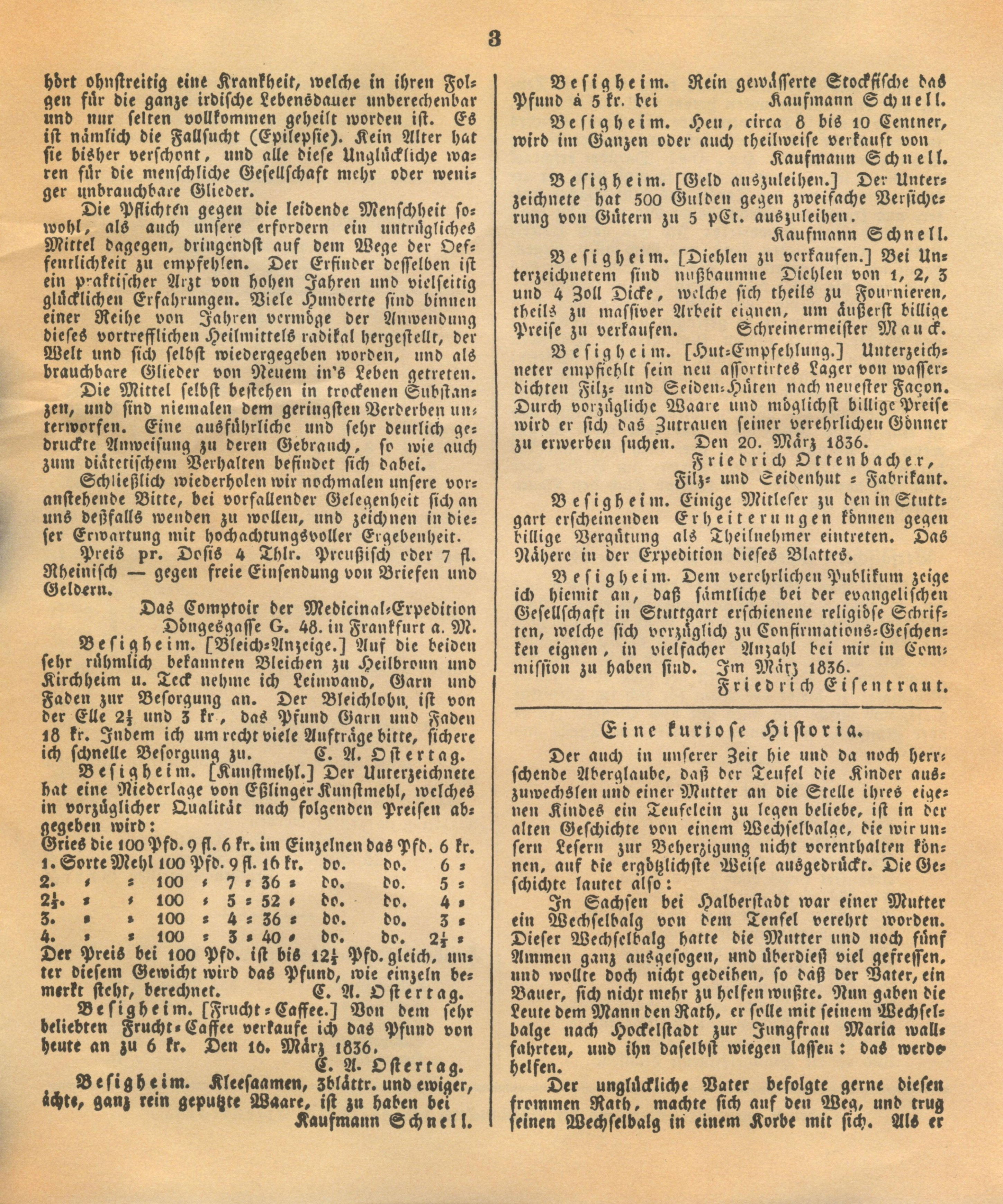
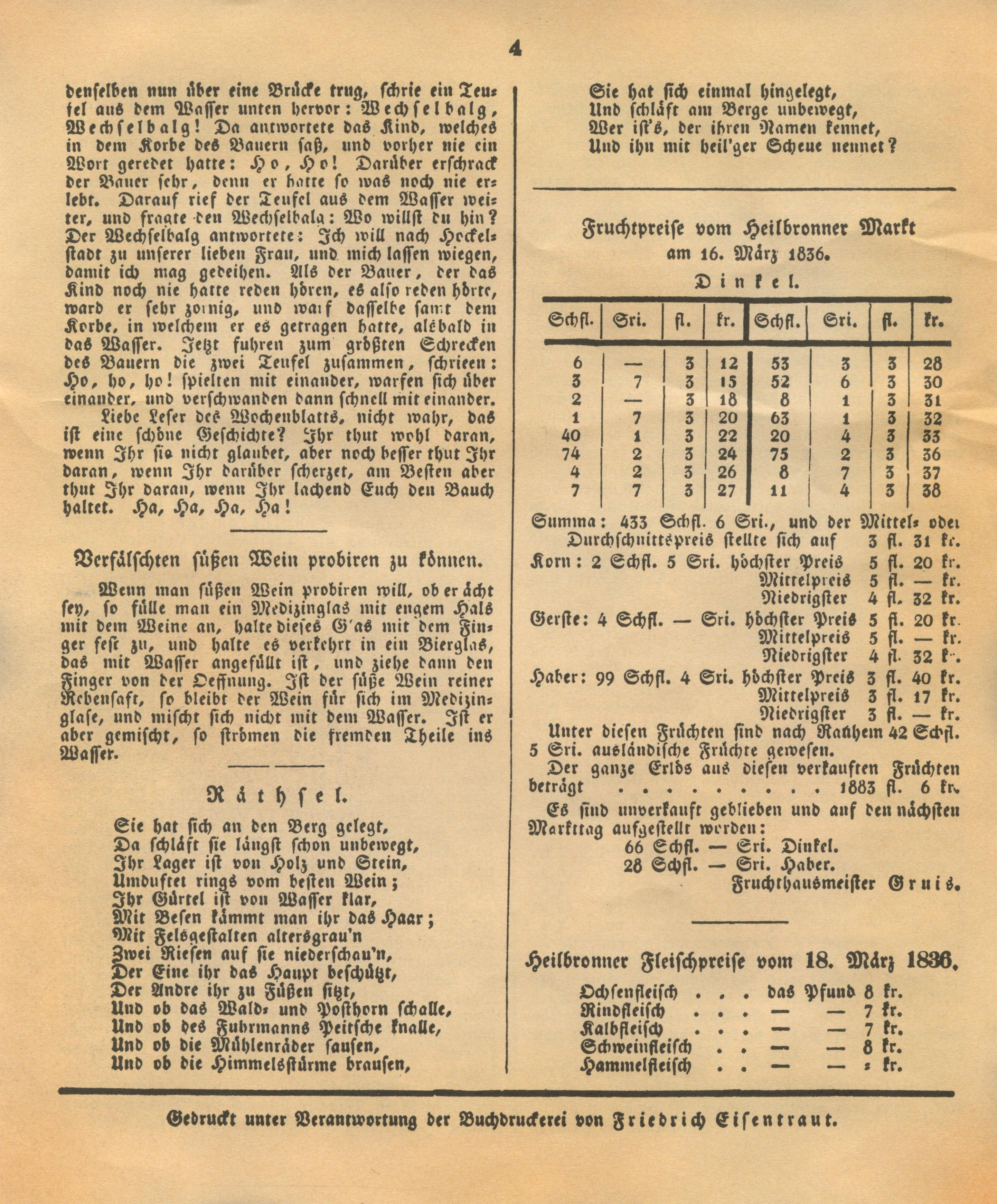

## Die LKZ heute
Die Ludwigsburger Kreiszeitung erscheint gedruckt und als E-Paper in fünf Ausgaben für die Stadt Ludwigsburg, Strohgäu, Neckartal, Marbach und Bottwartal sowie mit der Regionalausgabe Neckar- und Enzbote in Besigheim.
In der Redaktion sind 40 Mitarbeiter tätig. Im Mittelpunkt der Berichterstattung stehen regionale Themen. Auch bei der überregionalen Berichterstattung wird häufig ein lokaler Bezug gewählt.
Ihre Reichweite beziffert die Zeitung mit ca. 130.000 Lesern, womit sie die größte Tageszeitung im Landkreis Ludwigsburg ist. Rund 45 Prozent der Haushalte im Raum Ludwigsburg haben die LKZ abonniert. Dabei steht die Tageszeitung in Konkurrenz zu zehn anderen Blättern, was der höchsten Zeitungsdichte in Deutschland entspreche. Die LKZ ist davon die einzige Zeitung, die ihren Mantelteil selbst erstellt.

## Auflage

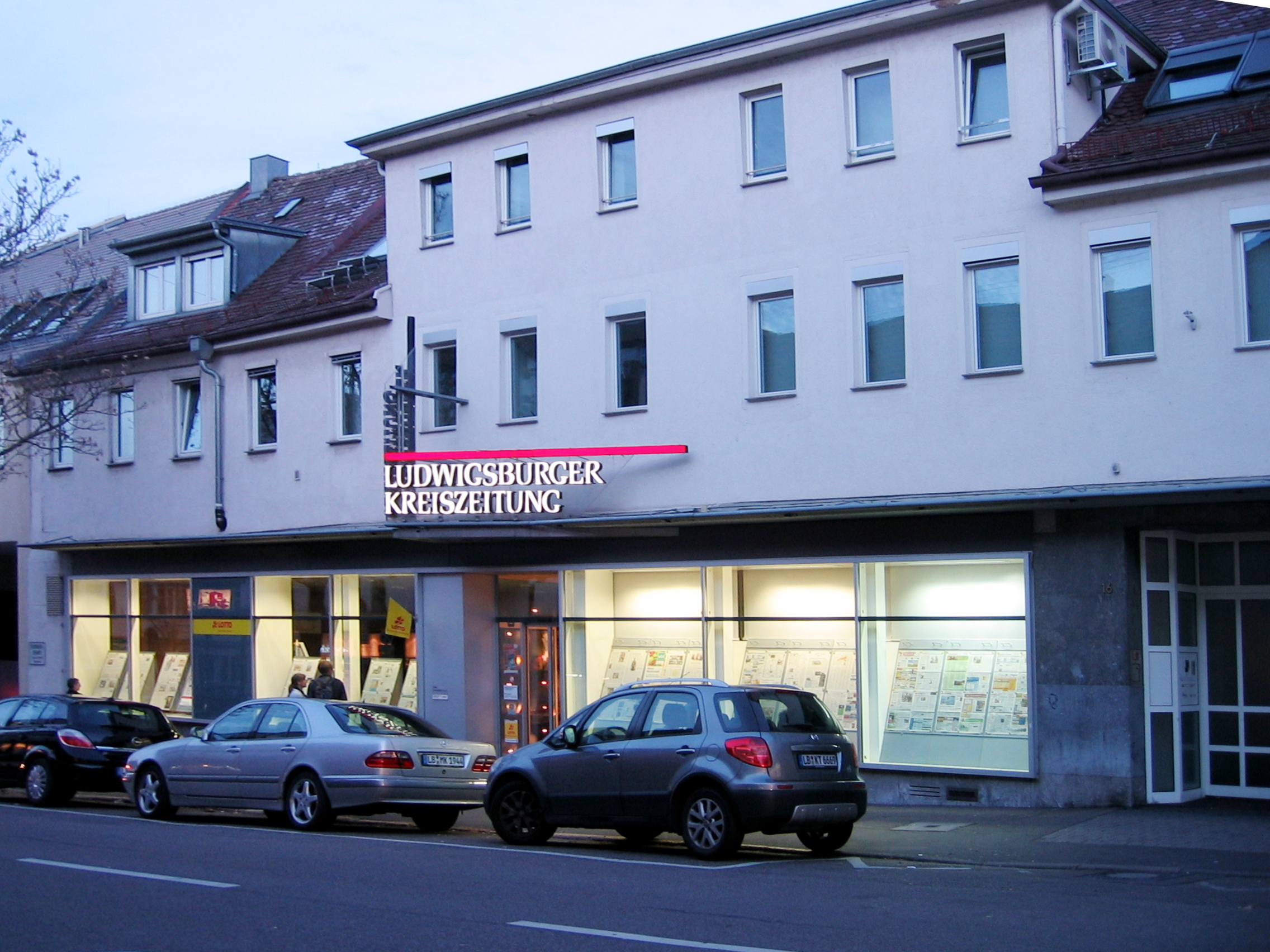
Ludwigsburger Kreiszeitung

Die Ludwigsburger Kreiszeitung hat wie die meisten deutschen Tageszeitungen in den vergangenen Jahren an Auflage eingebüßt. Die verkaufte Auflage ist in den vergangenen 10 Jahren um durchschnittlich 0,2 % pro Jahr gesunken. Im vergangenen Jahr ist sie dagegen um 0,8 % gestiegen. Sie beträgt gegenwärtig 36.130 Exemplare. Der Anteil der Abonnements an der verkauften Auflage liegt bei 64,5 Prozent.
| 1998  | 1999  | 2000  | 2001  | 2002  | 2003  | 2004  | 2005  | 2006  | 2007  | 2008  | 2009  | 2010  | 2011  | 2012  | 2013  | 2014  | 2015  | 2016  | 2017  | 2018  | 2019  | 2020  | 2021  | 2022  | 2023  | 2024  |
| ----- | ----- | ----- | ----- | ----- | ----- | ----- | ----- | ----- | ----- | ----- | ----- | ----- | ----- | ----- | ----- | ----- | ----- | ----- | ----- | ----- | ----- | ----- | ----- | ----- | ----- | ----- |
| 46570 | 46466 | 45737 | 46100 | 45374 | 45793 | 44884 | 44207 | 43169 | 42316 | 41446 | 40478 | 40056 | 38859 | 38158 | 37773 | 37044 | 35760 | 35080 | 34387 | 33589 | 32708 | 36275 | 35593 | 36033 | 35850 | 36130 |

## Verlag
Der Verlag Ungeheuer+Ulmer ist publizistisch und wirtschaftlich unabhängig, die Redaktion ist eine Vollredaktion und setzt sich aus einer Mantelredaktion und zwei Lokalredaktionen (Stadt und Kreis Ludwigsburg) zusammen. Im Verlag sind gut 200 Mitarbeiter beschäftigt. Seit 2007 ist der Verlag mit 40 % an der Staatsanzeiger für Baden-Württemberg GmbH & Co. KG beteiligt.